# Taucanamo
Il taucanamo (gen. Taucanamo) è un mammifero estinto, vicino all'origine dei suidi. Visse nel Miocene inferiore (circa 20 milioni di anni fa). I suoi resti fossili sono stati ritrovati in Europa.

## Descrizione
Questo animale aveva proporzioni corporee simili a quelle di un piccolo maiale, del peso di circa 12 chilogrammi. La dentatura ricorda quella degli attuali pecari ed era costituita da molari dalle cuspidi molto sviluppate (dentatura lofodonte) e da canini aguzzi rivolti verso il basso. Il cranio era piuttosto allungato.

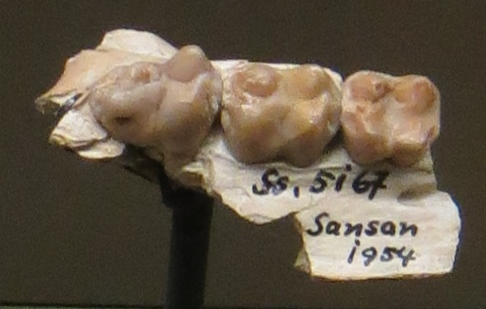
Denti di Taucanamo sansaniensis

## Classificazione
Taucanamo è noto per numerosi fossili ritrovati in varie località europee, principalmente in Francia e Germania, e a questo genere sono attribuite varie specie: T. pygmaeum, T. grandaevum, T. inonuense, T. sansaniense, T. primum. In origine Taucanamo era stato classificato come un raro esemplare di pecari europeo, a causa della forma dei denti e del cranio, ma ricerche più recenti lo hanno posto all'origine della famiglia dei suidi, all'interno del gruppo primitivo dei paleocheridi.

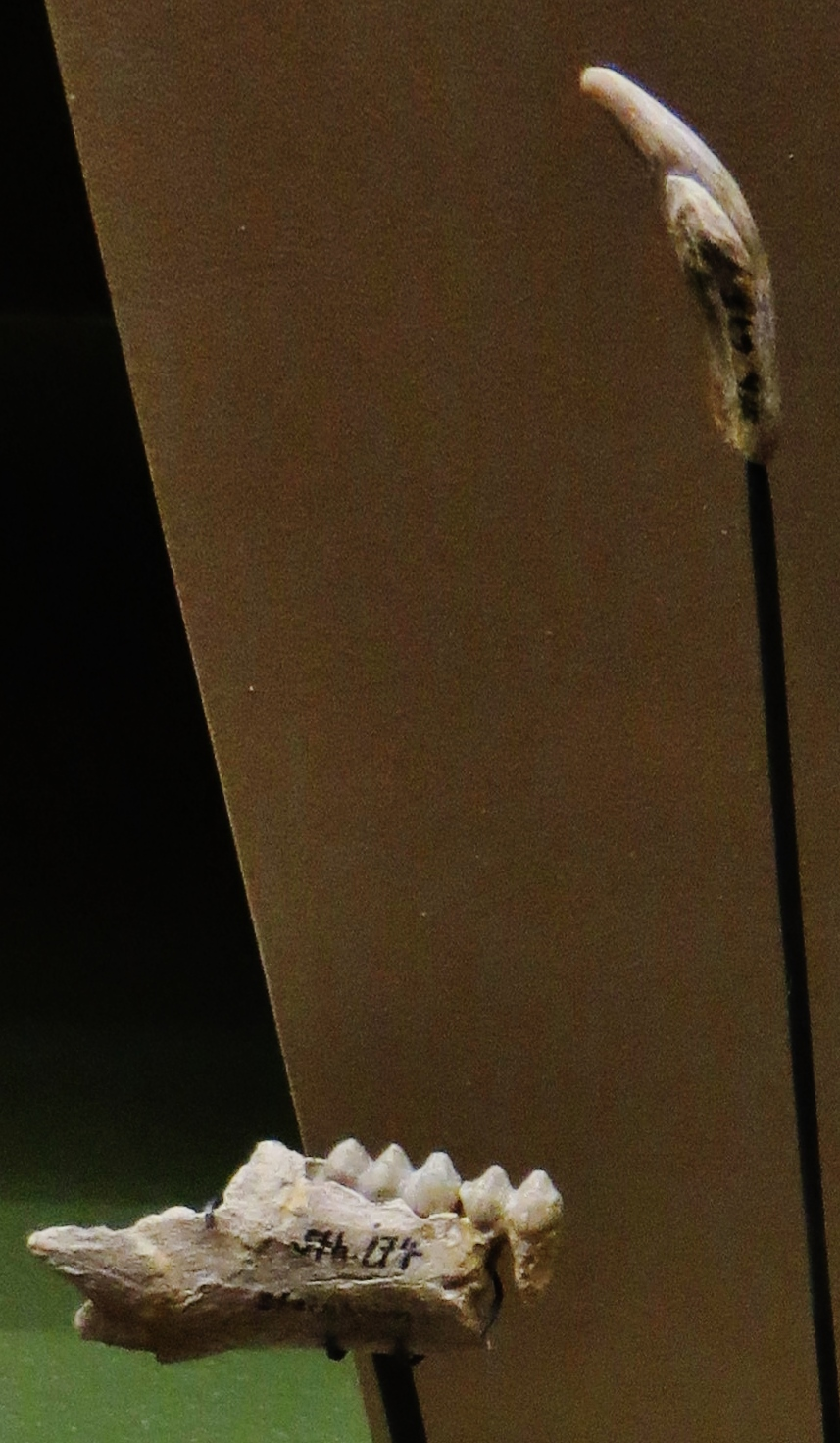
Fossili di Taucanamo pygmaeum

## Paleoecologia
La morfologia dentale di Taucanamo assomiglia a quella di alcuni primati cercopitecidi e di alcuni ruminanti tragulidi, e indica che questo piccolo animale affine ai suidi brucava in un ambiente di foresta.